# Fontaine-lès-Hermans
Fontaine-lès-Hermans là một xã của tỉnh Pas-de-Calais, thuộc vùng Hauts-de-France, miền bắc nước Pháp.

## Dân số
| 1962                                                           | 1968 | 1975 | 1982 | 1990 | 1999 | 2018 |
| -------------------------------------------------------------- | ---- | ---- | ---- | ---- | ---- | ---- |
| 86                                                             | 109  | 96   | 84   | 112  | 101  | 111  |
| Census count starting from 1962: Population without duplicates |      |      |      |      |      |      |

## Vị trí địa lý
- Vĩ độ: 50° 31' 35''
- Kinh độ Bắc: 2° 20' 57'' kinh độ Đông.

## Người lãnh đạo
Thị trưởng Fontaine-lès-Hermans tên là ông Eric POMART (nhiệm kỳ 2020-2026).